# Comuna Frumoasa, Teleorman
Frumoasa este o comună în județul Teleorman, Muntenia, România, formată din satele Frumoasa (reședința) și Păuleasca.

## Demografie
Componența etnică a comunei Frumoasa
     Români (92,1%)
     Romi (1,28%)
     Alte etnii (0,12%)
     Necunoscută (6,51%)
Componența confesională a comunei Frumoasa
     Ortodocși (90,99%)
     Adventiști (1,63%)
     Alte religii (0,76%)
     Necunoscută (6,62%)
Conform recensământului efectuat în 2021, populația comunei Frumoasa se ridică la 1.721 de locuitori, în scădere față de recensământul anterior din 2011, când fuseseră înregistrați 2.203 locuitori. Majoritatea locuitorilor sunt români (92,1%), cu o minoritate de romi (1,28%), iar pentru 6,51% nu se cunoaște apartenența etnică. Din punct de vedere confesional, majoritatea locuitorilor sunt ortodocși (90,99%), cu o minoritate de adventiști (1,63%), iar pentru 6,62% nu se cunoaște apartenența confesională.

## Istorie
La sfârșitul secolului al XIX-lea, comuna făcea parte din plasa Marginea a județului Teleorman și era alcătuit din cătunele Frumoasa, Păuleasca și Brătianca, cu o populație de 1789 de locuitori. În comună funcționa o școală mixtă cu 20 de elevi și două biserici.
Anuarul Socec din 1925 consemnează comuna în plasa Zimnicea a aceluiași județ, având o populație de 2869 de locuitori. În anul 1931, comuna Frumoasa a fost împărțită în satele Frumoasa și Brătianca, în timp ce satele Păuleasca și Alexandrina s-au desprins de comuna Frumoasa, formându-se comuna Păuleasca.
În anul 1950, comunele au trecut în administrația raionului Zimnicea al regiunii Teleorman, raion care, doi ani mai târziu, a fost inclus în regiunea București.
În anul 1968, comuna a fost transferată la județul Teleorman. Tot atunci, comuna Păuleasca a fost desființată și inclusă în comuna Frumoasa, iar satele Alexandrina, Brătianca și Răreanca (ultimul apărut între timp) au fost contopite cu satul Frumoasa.

## Politică și administrație
Comuna Frumoasa este administrată de un primar și un consiliu local compus din 11 consilieri. Primarul, Marian Dragne[*], de la Partidul Social Democrat, este în funcție din 2004. Începând cu alegerile locale din 2024, consiliul local are următoarea componență pe partide politice:
|  | Partid                     | Consilieri | Componența Consiliului | Componența Consiliului | Componența Consiliului | Componența Consiliului | Componența Consiliului |
|  | -------------------------- | ---------- | ---------------------- | ---------------------- | ---------------------- | ---------------------- | ---------------------- |
|  | Partidul Social Democrat   | 5          |                        |                        |                        |                        |                        |
|  | Partidul Național Liberal  | 4          |                        |                        |                        |                        |                        |
|  | Partidul Mișcarea Populară | 1          |                        |                        |                        |                        |                        |
|  | Ghera Mitică-Eugen         | 1          |                        |                        |                        |                        |                        |

## Monumente istorice
Singurul monument istoric al comunei Frumoasa este Biserica "Sfântul Nicolae" din satul Frumoasa și care datează din anul 1821.
În Frumoasa s-a aflat mai aflat și o cetate de lemn și pământ, cu trei rânduri de valuri despărțite de două șanțuri dezvoltate aproape concentric. Centrul îl formează un careu al unui val cu latura de aproximativ 43 m. Valul exterior are contur trapezoidal. În valuri se păstrează urmele unei palisade cu două rânduri de pari de stejar, dispuși paralel și uniți cu alte lemne orizontale. 
A funcționat de la sfârșitul secolului al XIV-lea (probabil a fost construita de Mircea cel Bătrân), fiind distrusă în urma unui incendiu. Peste ea s-a așezat o locuire și un cimitir. A fost interpretată drept o fortificație pasageră.